# Creole Love Call
A Creole Love Call egy elsősorban Duke Ellington együtteséhez és az Adelaide Hall személyéhez kötődő, 1927-ben született jazz standard.
A darabot állítólag Rudy Jackson klarinétművész javaslatára készítették, aki a New Brunswick Hotelben tartott előadása során bluest játszott Ellingtonnak, és javasolta neki, hogy hangszerelje meg és játssza el zenekarával. Ellington hangszerelte a darabot, címet adott neki (Indian Love Call című operettre utalva).
A darabot tovább csiszolták, amikor a stúdióban, hallván ahogy Adelaide Hall, Ellinton énekesnője a dallamot még csak eldúdolta.

## Híres felvételek
Adelaide Hall, Cab Calloway, Comedian Harmonists, Andors Jazz Band, Carmen Ruby Floyd, Kathleen Battle, Shotgun Jazz Band, Andor's Jazzband, King’s Singers, Chris Barber's Jazz Band, Adelaïde Hall, Nils Landgren & Joe Sample, Dutch Swing College Band, Clyde McCoy Orchestra, ...
A hosszú szomorú napokon

vándorútjaimon egyre hallom

hogy egy kreol szerelmi dal

visszahív a gyapotmezőkre